# Phlegmon
 Mise en garde médicale
Un phlegmon est une inflammation d'origine infectieuse du tissu conjonctif superficiel ou profond périviscéral. Elle aboutit à un abcès chaud. Le mot « phlegmon » est issu du grec ancien φλεγμονή / phlegmonḗ , dérivant de φλέγω / phlégō signifiant « je brûle ».

## Phlegmon de la gaine des fléchisseurs
On appelle phlegmon de la gaine des fléchisseurs l'affection des muscles fléchisseurs de la main causée par l'infection des gaines synoviales (GS) (membranes synoviales ou tissu conjonctif situé en dessous de la peau) de l'avant-bras (GS digitales ou GS digito-carpiennes ulnaires ou radiales).
Cette infection est généralement une suite d'une blessure négligée au niveau d'un doigt, une infection provoquant un panaris (infection d'un doigt). Elle peut s'étendre à une gaine synoviale et, en quelques heures, être diffusée jusqu'au niveau de l'avant-bras ou être introduite dans la gaine par un agent pénétrant septique (clou, verre, aiguille, etc.).
Les gaines synoviales peuvent perdre leurs fonctions, entraînant un handicap au niveau des doigts et de la main. Le traitement est chirurgical.